# Valdeande (kommunhuvudort)
Valdeande är en kommunhuvudort i Spanien.   Den ligger i provinsen Provincia de Burgos och regionen Kastilien och Leon, i den centrala delen av landet, 160 km norr om huvudstaden Madrid. Valdeande ligger 951 meter över havet och antalet invånare är 123.
Terrängen runt Valdeande är lite kuperad. Runt Valdeande är det mycket glesbefolkat, med 7 invånare per kvadratkilometer. Närmaste större samhälle är Caleruega, 3,6 km öster om Valdeande. Trakten runt Valdeande består till största delen av jordbruksmark.